# Тарба, Астамур Борисович
Астамур Борисович Тарба (абх. Асҭамыр Борис-иҧа Ҭарба; род. 13 января 1961) — генерал-майор, с 1993 по 1999 — председатель Службы Государственной безопасности Республики Абхазия.

## Биография
Родился 13 января 1961 года в Сухуме.
В 1978 году окончил сухумскую среднюю школу № 10 им. Н. Лакоба.
С 1978 по 1983 года обучался на технологическом факультете Грузинского института субтропического хозяйства в Сухуме по окончании которого работал сменным технологом Лыхненской чайной фабрики.
С ноября 1983 по май 1985 года служил в пограничных войсках СССР.
С 1985 по 1986 года работал на чайной фабрике в Лыхны.
С 1986 по 1988 года работал референтом агропромышленного отдела Совета Министров Абхазской АССР.
С 1988 по 1990 года — занимал должность инструктора Отдела промышленности, транспорта и связи в Абхазском обкоме КПСС.
С 1990 по 1992 года занимался предпринимательской деятельностью.
С мая 1992 года трудился в должности заместителя главы администрации Гудаутского района.

### На военной и государственной службе
С 15 августа 1992 года служил в войсках народного ополчения (командир группы, взвода). В январе 1993 года указом министра обороны Абхазии назначен командиром мотострелкового батальона.
В марте 1993 года Президиумом Верховного Совета Республики Абхазии назначен первым заместителем председателя Службы безопасности Абхазии.
С сентября 1993 по декабрь 1999 года в должности Председателя Службы безопасности (позднее Службы государственной безопасности Абхазии — СГБ) (в 1999 году его сменил на этой должности Рауль Хаджимба.
С 2000 по 2003 года — Секретарь Совета Безопасности Республики Абхазия.
С 2003 по 2004 года — Первый вице-премьер Республики Абхазия.
С 30 августа по 6 октября 2004 года исполнял обязанности Премьер-министра во время выборов в президенты Республики Абхазия на которые баллотировался Премьер-министр Рауль Хаджимба. В период исполнения обязанностей премьер-министра возобновлено железнодорожное сообщение в беспересадочных вагонах по маршруту «Сухум-Москва».

## Семейное положение
Женат, имеет сына и дочь.